# Furcht
Furcht (traduction littérale : La Peur) est un film muet allemand réalisé par Robert Wiene, sorti en 1917.

## Synopsis
Après avoir volé une statuette dans un temple indien, un comte allemand est poursuivi par le prêtre qui lui annonce qu'il n'a plus que sept années à vivre. Le comte rentre chez lui et devient de plus en plus fou, jusqu'à se suicider sept années après le vol de la statuette. Le prêtre reprend la statuette pour la remettre dans son lieu d'origine.

## Fiche technique
- Titre original : Furcht
- Réalisation : Robert Wiene
- Scénario : Robert Wiene
- Décors : Ludwig Kainer
- Pays d'origine :  Empire allemand
- Lieu de tournage : Messter-Atelier - Blücherstraße 32, Kreuzberg, Berlin
- Producteur : Oskar Messter
- Longueur : 72 minutes, 1496 mètres
- Format : Noir et blanc - 1,33:1 - Muet
- Dates de sortie : 
  - Empire allemand : 21 septembre 1917

## Distribution
- Bruno Decarli
- Bernhard Goetzke
- Mechthildis Thein
- Conrad Veidt
- Hermann Picha

## Sources de la traduction
- (en) Cet article est partiellement ou en totalité issu de l’article de Wikipédia en anglais intitulé « Fear (1917 film) » (voir la liste des auteurs).